# Vogtlandmilch

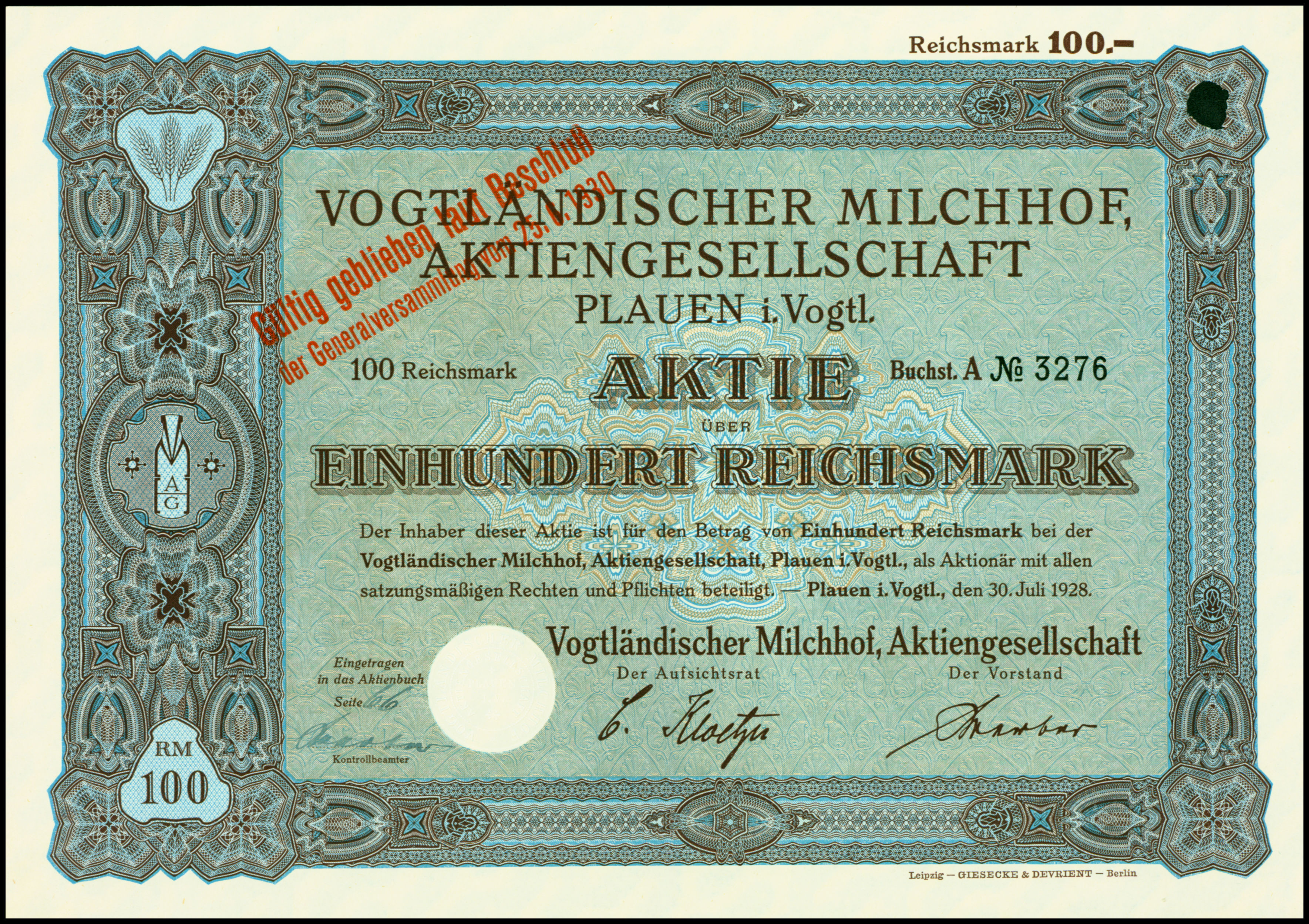
Aktie über 100 RM der Vogtländischer Milchhof AG vom 30. Juli 1928

Die Vogtlandmilch GmbH ist ein Molkereiunternehmen mit Sitz im sächsischen Plauen. Das Unternehmen wurde 1928 als „Vogtländischer Milchhof AG“ gegründet.
Schwerpunkt des Produktsortiments sind Milcherzeugnisse, darunter insbesondere Quarkzubereitungen. Im Betrieb wurde im Jahr 2021 eine Milchmenge von 220 Mio. kg verarbeitet, die von 155 Landwirtschaftsbetrieben aus dem Vogtland, dem westlichen Sachsen und dem östlichen Thüringen erzeugt wurde. Im Unternehmen sind rund 150 Mitarbeiter beschäftigt.
Der Vertrieb erfolgt hauptsächlich unter den Marken „Vogtlandweide“ und „Sachsenland“, aber es werden auch Produkte für Handelsmarken des Lebensmitteleinzelhandels hergestellt. Nach Eigendarstellung ist Vogtlandmilch einziger Schulmilchabfüller in Sachsen. Die von der Vogtlandmilch hergestellten Produkte tragen die Zulassungsnummer DE SN 008 EG.
Gesellschafter des Unternehmens sind die Molkereigenossenschaft Glauchau e.G. sowie die Erzeugergemeinschaft Milch Plauen e.G.